# 长刺茶藨子
长刺茶藨子（学名：[Ribes alpestre] 错误：{{Lang}}：文本有斜体标记（帮助））为虎耳草科下的一个变种。